# Pierre Petitot
Pierre Petitot (Langres, 1760-París, 1840), fue un escultor francés.

## Datos biográficos
Nació en la comuna y ciudad de Langres, en Alto Marne, el año 1760.
Trabajó en París con los escultores Pierre Cartellier y Joseph Espercieux.
Falleció en París el año 1840, a los 80 años, hace 185 años.

## Obras
Entre las mejores y más conocidas obras de Pierre Petitot se incluyen las siguientes:
- El Carro de la Concordia (Le Char de la Concorde), grupo, yeso, París, museo del Louvre[1]
- Retrato de Eugène-François de Savoie llamado el Príncipe Eugène (1663 - 1736) (Salón de París de 1801), busto en hermes, mármol, Versalles, Palacio de Versalles y de Trianon
- Figura orante de Luis XVI (Orant de Louis XVI) (1830), estatua, mármol, Saint-Denis (Seine-Saint-Denis), Basílica de Saint-Denis

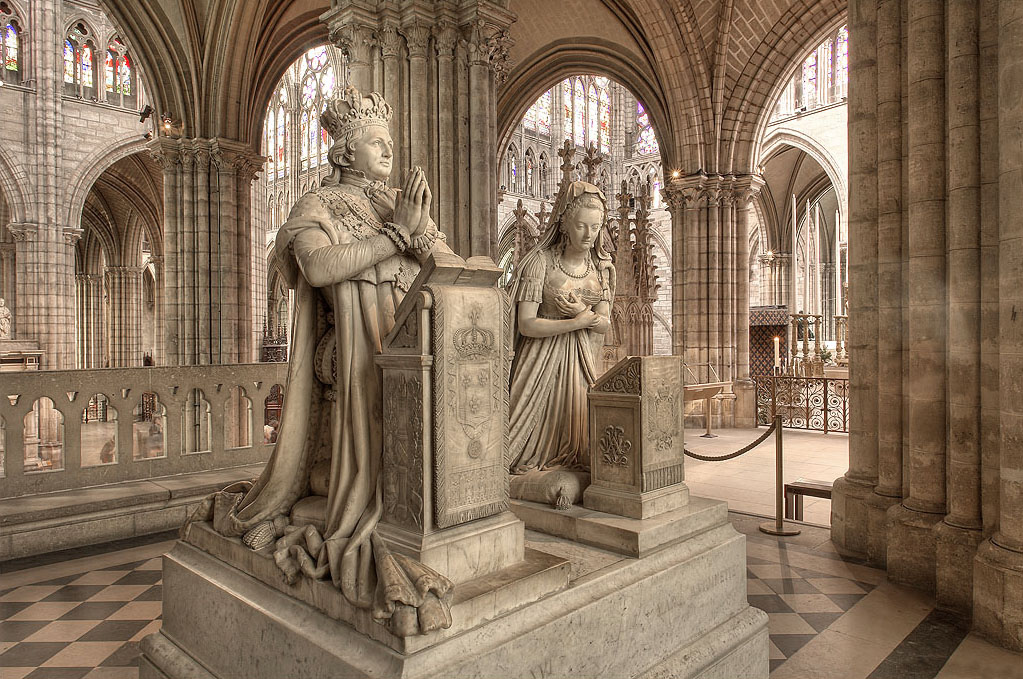
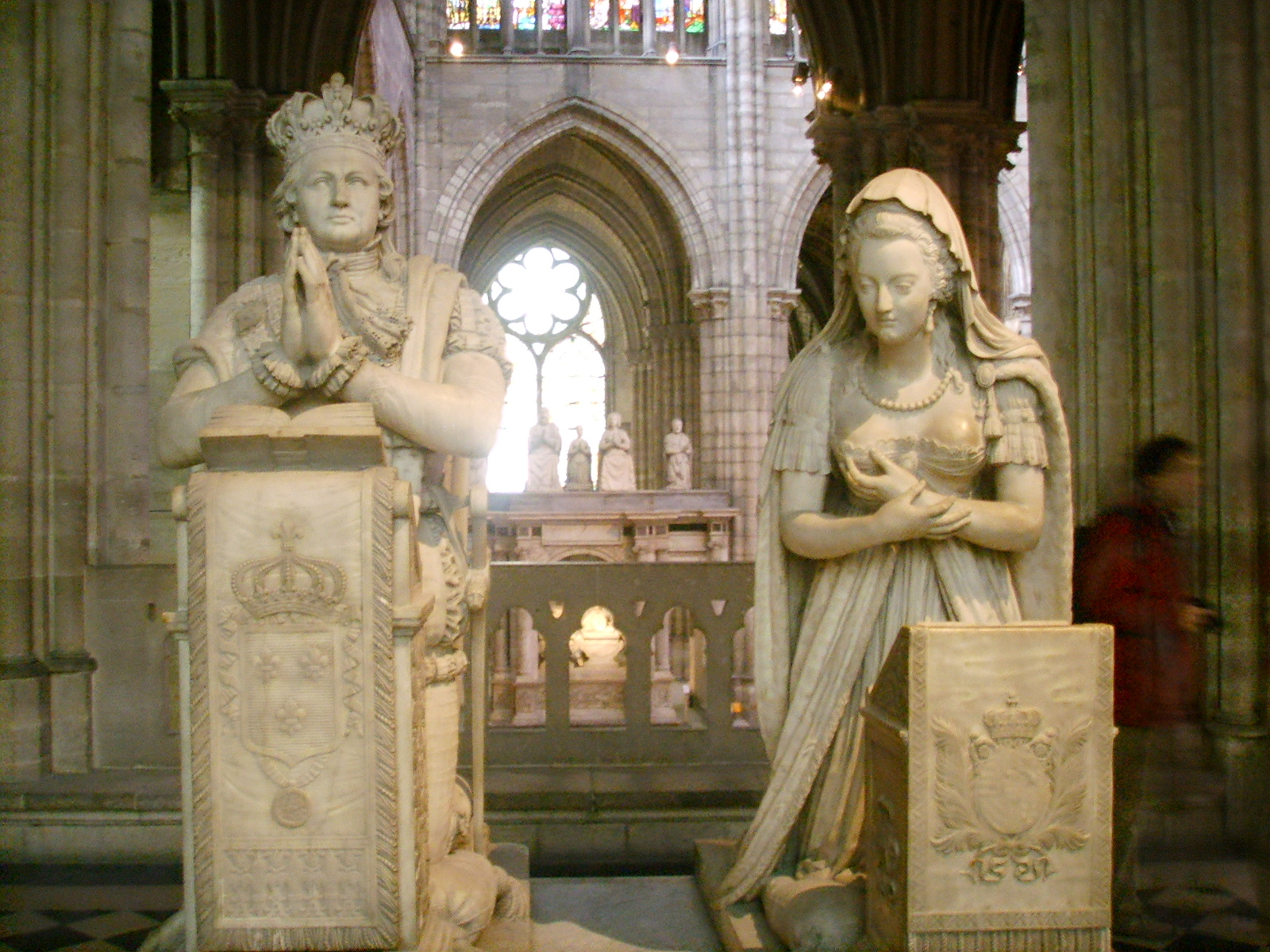

 Pulsar sobre la imagen para ampliar. 
- A partir de Pierre Petitot, Retrato de François Croizier, ayudante de campo del general Bonaparte (1758-1799) (Salón de París de 1804), busto, yeso, conservado en Versalles, Palacio de Versalles.[2]